# Irving Mondschein
Irving Mondschein (* 7. Februar 1924 in Brooklyn; † 5. Juni 2015 in Hershey, Pennsylvania) war ein US-amerikanischer Zehnkämpfer.
1948 qualifizierte er sich als Zweiter der US-Ausscheidungskämpfe für die Olympischen Spiele in London, bei denen er Achter wurde.
1944, 1946 und 1947 wurde er US-Meister. Als Student der New York University wurde er 1947 und 1948 NCAA-Meister im Hochsprung.
Nach seiner aktiven Karriere wurde er Trainer und betreute das israelische Leichtathletik-Team bei den Olympischen Spielen 1952 und das US-Team bei den Olympischen Spielen 1988.

## Persönliche Bestleistungen
- Hochsprung: 2,029 m, 28. Mai 1949, New York City
  - Halle: 2,029 m, 12. Februar 1947, New York City
- Zehnkampf: 7191 Punkte, 29. Juli 1949, Oslo